# William McDougall (Psychologe)
William McDougall (* 22. Juni 1871 Chadderton, Lancashire, England; † 28. November 1938 in Durham (North Carolina), USA) war ein englisch-amerikanischer Psychologe.

## Leben
Er studierte von 1886 bis 1890 in Manchester Naturwissenschaften mit dem Schwerpunkt Geologie, 1890 bis 1894 Medizin und Physiologie in Cambridge. Seine klinische Ausbildung erhielt er 1894 bis 1899 am St Thomas’ Hospital in London unter Charles Scott Sherrington. Nach einem Studienaufenthalt bei Georg Elias Müller in Göttingen lehrte er ab 1900 am University College London unter James Sully experimentelle Psychologie, 1904 bis 1920 mit Unterbrechung durch den Ersten Weltkrieg an der Universität Oxford. Unter seinen Schülern am Jesus College in Oxford war Cyril Burt. Von 1920 bis 1927 lehrte er an der Harvard University Psychologie, anschließend ging er nach Durham an die Duke University, wo er bis zu seinem Tode blieb.
McDougall war 1904 Mitbegründer der British Psychological Society und wurde 1912 zum Mitglied der Royal Society gewählt, 1922 der American Academy of Arts and Sciences.

## Hormische Psychologie
Er war der erste englischsprachige Psychologe, der den Gegenstand der Psychologie als das Verhalten (behavior) von Mensch und Tier bestimmte. Damit lehnte er sich an den Begriff des Akts in der Aktpsychologie Franz Brentanos an und setzte sich gegen die Betonung der Wahrnehmung und des Denkens des damaligen Strukturalismus und von Teilen des Funktionalismus ab. In Abgrenzung zum radikalen Behaviorismus des John B. Watson betonte McDougall aber die inneren Antriebe (Instinkte, Triebe, Motive, Willen) und Zielgerichtetheit des Verhaltens und schloss das Bewusstsein nicht aus seinen Untersuchungen aus. Er nannte seine Herangehensweise „hormische Psychologie“ (griech. hormé: Antrieb, Drang, Eifer).
In seinem Buch An Introduction to Social Psychology bezeichnete er diese inneren Antriebe als „Neigungen“ (tendencies) bzw. „Instinkte“. Unter Instinkten versteht er angeborene oder ererbte psycho-physische Veranlagungen (dispositions), die drei Aspekte umfassen: 1. Wissen, 2. Fühlen, 3. Streben. Sie bestimmen ihren Besitzer dazu,
1. Objekte einer bestimmten Art wahrzunehmen und ihnen Aufmerksamkeit zu schenken,
2. bei der Wahrnehmung eines solchen Objekts eine emotionale Erregung (excitement) bestimmter Qualität zu erleben und
3. in Bezug auf dieses Objekt in einer bestimmten Weise zu handeln oder zumindest einen Impuls zu einer solchen Handlung zu verspüren.[1]

Der Mensch verfüge über eine begrenzte Zahl angeborener Instinkte. Sie seien bei allen Menschen zu finden, auch wenn sie individuell stärker oder schwächer ausgeprägt sein können.
| Bezeichnung                          | Auslöser                                     | Emotion                | Handlung                                                    |
| ------------------------------------ | -------------------------------------------- | ---------------------- | ----------------------------------------------------------- |
| Flucht (Flight)                      | Geräusche, Tiere, Sturm, vollständig Fremdes | Furcht                 | Flucht, Verstecken                                          |
| Abstoßung (Repulsion)                | übelschmeckende oder schleimige Substanzen   | Ekel                   | Entfernung des Objektes                                     |
| Neugierde (Curiosity)                | teilweise Fremdes                            | Wundern                | intellektuelle Anstrengung                                  |
| Kampflust (Pugnacity)                | Behinderung anderer Instinkte                | Zorn                   | Zerstörung von Hindernissen, Überwinden von Schwierigkeiten |
| Selbstbehauptung (Self-assertion)    | Zuschauer                                    | Stolz, Selbstachtung   | Selbstdarstellung, Angeberei, Eitelkeit                     |
| Selbsterniedrigung (Self-abasement)  | Zuschauer                                    | Scham, Unterwürfigkeit | Vermeiden von Aufmerksamkeit, Besänftigen des Zuschauers    |
| Elterninstinkt (Parental instinct)   | hilfloser Nachwuchs, notleidende Erwachsene  | Zärtlichkeit           | Schutz, Pflege, Altruismus, Liebe                           |
| Fortpflanzung (Reproduction)         |                                              |                        | Sex, Eifersucht, Kooperation von Mann und Frau              |
| Ernährung (Feeding)                  |                                              |                        | Nahrungsmittel zum Mund führen, kauen, schlucken            |
| Herdeninstinkt (Gregarious instinct) |                                              |                        | Aufsuchen von Artgenossen, am Handeln anderer orientieren   |
| Erwerb (Acquisition)                 |                                              |                        | Sammeln, Horten                                             |
| Konstruktion (Construction)          |                                              |                        | etwas schaffen                                              |
| Bewegung                             |                                              |                        | Krabbeln und Laufen                                         |

Während der zentrale Aspekt, der Antrieb und die begleitende Emotion von ihm als unabänderlich angesehen wird, sind die auslösenden Reize und die Antwort durch das Verhalten durch Lernen veränderbar. So befasst er sich in seiner Sozialpsychologie vor allem damit, wie das Individuum lernen kann, diese Instinkte zu „moralisieren“, womit er meint, sie sozialverträglich zu überformen und zu vergesellschaften.
McDougalls Katalog menschlicher Instinkte war der erste groß angelegte Versuch, alles Verhalten letztlich auf Motivdispositionen zurückzuführen. Damit wurde er zum entscheidenden Weichensteller der angelsächsischen Motivationsforschung des 20. Jahrhunderts.
Seine Ideen über Organisationen beeinflussten Sigmund Freud, der sich in Massenpsychologie und Ich-Analyse (1921) ausführlich mit McDougalls The Group Mind auseinandersetzt. Auch Konrad Lorenz wurde von McDougall beeinflusst, auch wenn der dies kaum dokumentiert. McDougalls Einfluss auf Edward L. Bernays, den Neffen von Sigmund Freud, ist dementsprechend eingängiger, wenngleich Bernays’ Rezeption selektiv bleibt. Während McDougall konstatiert, die Vernunft diene den Begierden und werde von den sieben primären Instinkten dominiert und das gleichermaßen für alle Menschen gilt, destilliert Bernays aus diesen Überlegungen die Überlegenheit einer intelligenten Elite. Die Instinkte sind für die Arbeit des PR-Beraters, der Teil jener Elite ist, in unterschiedlichem Ausmaß grundlegend. Allerdings zitiert Bernays McDougall teilweise falsch, als er den instinct of reproduction kurzerhand durch den „instinct of individualism“ ersetzt.

## Andere Gebiete
William McDougall nahm 1898 an der Torres-Straits-Expedition von Alfred Cort Haddon als Assistent von William Halse Rivers Rivers teil, der auf der Reise Untersuchungen zum Farbsehen durchführte.
McDougall war stark von Francis Galton beeinflusst und ein Vertreter der Eugenik. Er steht damit in einer Traditionsreihe stark biologisch-genetisch und eugenisch orientierter Psychologen: Francis Galton → William McDougall → Cyril Burt → Hans-Jürgen Eysenck.
Zugleich machte er Experimente, die eine Vererbung erworbener Eigenschaften (Lamarckismus) belegen sollten.
Neben dieser Wirkung im psychologischen Bereich haben McDougalls Ansichten über die Schriften Robert Ranulph Maretts auch Eingang in die entstehende Religionswissenschaft gefunden. Marett bedient sich in seiner Theorie des Animatismus sowohl McDougalls Modell der komplexen Emotionen als auch seines erweiterten Instinktbegriffs.
1920 bis 1921 war er Präsident der Society for Psychical Research. Auf seine Initiative hin wurde 1935 an der Duke University das weltweit erste parapsychologische Labor unter der Leitung des Biologen Joseph Banks Rhine eingerichtet.

## Werke (Auswahl)
- 1908–50, reprinted 1973: An Introduction to Social Psychology (PDF)
  - dt. 1928: Grundlagen der Sozialpsychology. Jena: Fischer
- 1912: Psychology: The study of behavior
  - dt. 1945: Psychologie. Die Wissenschaft von den Verhaltensweisen. Bern: Francke
- 1912: mit Charles Hose: The Pagan Tribes of Borneo. A Description of their Physical, Moral and Intellectual Condition with some Discussion of Their Ethnic Relations. With an Appendix on the Physical Characters of the Races of Borneo by A. C. Haddon. London: Macmillan and Co. (Online)
- 1920: Physiological Psychology
- 1920: The Group Mind (Neudruck 1973, Arno Press)
- 1923: Outline of Psychology
- 1926: Abnormal Psychology
- 1927: Character and the Conduct of Life (1927)
  - dt. 1946: Charakter und Lebensführung. Praktische Psychologie für jedermann. Bern: Francke
- 1929: & John B. Watson: The battle of behaviorism: An exposition and exposure
- 1930: Autobiography. In: C.Murchinson: A history of psychology in autobiography. Worcester. Mass., 191-223
- 1932: The energies of man. New York: Scribners
  - dt. 1937: Aufbaukräfte der Seele. Grundriß einer dynamischen Psychologie und Pathopsychologie. Nach der dritten Auflage 1935 hg. von Erich Rothacker. Übersetzt von Friedrich Becker und Hans Bender. Leipzig : Thieme.
- 1934: The Frontiers of Psychology. Contemporary Library of Psychology. London and Cambridge: Nisbet & Co., Ltd., and Cambridge University Press. 1934.